# Hubert Thomas Delany
Pour les articles homonymes, voir Delany.
 (novembre 2023).
La mise en forme du texte ne suit pas les recommandations de Wikipédia : il faut le « wikifier ».
Les points d'amélioration suivants sont les cas les plus fréquents. Le détail des points à revoir est peut-être précisé sur la page de discussion.
- Les titres sont pré-formatés par le logiciel. Ils ne sont ni en capitales, ni en gras.
- Le texte ne doit pas être écrit en capitales (les noms de famille non plus), ni en gras, ni en italique, ni en « petit »…
- Le gras n'est utilisé que pour surligner le titre de l'article dans l'introduction, une seule fois.
- L'italique est rarement utilisé : mots en langue étrangère, titres d'œuvres, noms de bateaux, etc.
- Les citations ne sont pas en italique mais en corps de texte normal. Elles sont entourées par des guillemets français : « et ».
- Les listes à puces sont à éviter, des paragraphes rédigés étant largement préférés. Les tableaux sont à réserver à la présentation de données structurées (résultats, etc.).
- Les appels de note de bas de page (petits chiffres en exposant, introduits par l'outil «  Source ») sont à placer entre la fin de phrase et le point final[comme ça].
- Les liens internes (vers d'autres articles de Wikipédia) sont à choisir avec parcimonie. Créez des liens vers des articles approfondissant le sujet. Les termes génériques sans rapport avec le sujet sont à éviter, ainsi que les répétitions de liens vers un même terme.
- Les liens externes sont à placer uniquement dans une section « Liens externes », à la fin de l'article. Ces liens sont à choisir avec parcimonie suivant les règles définies. Si un lien sert de source à l'article, son insertion dans le texte est à faire par les notes de bas de page.
- La présentation des références doit suivre les conventions bibliographiques. Il est recommandé d'utiliser les modèles {{Ouvrage}}, {{Chapitre}}, {{Article}}, {{Lien web}} et/ou {{Bibliographie}}. Le mode d'édition visuel peut mettre en forme automatiquement les références.
- Insérer une infobox (cadre d'informations à droite) n'est pas obligatoire pour parachever la mise en page.

Pour une aide détaillée, merci de consulter Aide:Wikification.
Si vous pensez que ces points ont été résolus, vous pouvez retirer ce bandeau et améliorer la mise en forme d'un autre article.
Hubert Thomas Delany ( /d ə ˈ l eɪ n i / ; 11 mai 1901 - 28 décembre 1990) était un avocat américain, pionnier des droits civiques et homme politique. Il a été procureur adjoint des États-Unis, premier Afro-Américain nommé commissaire aux impôts de New York et l'un des premiers Afro-Américains nommés juge à New York. Le juge Delany était membre du conseil d'administration de la National Association for the Advancement of Colored People (NAACP) et du Harlem YMCA (en), et est devenu un leader actif de la Renaissance de Harlem. Il a également été vice-président du Fonds de défense juridique et d'éducation de la NAACP (en).
Delany est diplômé du City College de New York en 1923. Il  obtient son diplôme de la faculté de droit de l'Université de New York en 1926 et était membre de la Fraternité Sigma Pi Phi, la première organisation de lettres grecques fondée par des hommes afro-américains. Delany a eu une longue carrière en tant que juge au tribunal des relations domestiques de la ville de New York ainsi qu'avocat et conseiller auprès des militants des droits civiques, le révérend Dr Martin Luther King Jr., le membre du Congrès américain Adam Clayton Powell Jr. et le poète Langston. Hugues. Il a également conseillé des clients des secteurs du divertissement et du sport, notamment la célèbre chanteuse d'opéra Marian Anderson, le chanteur et acteur Paul Robeson, le dessinateur E. Simms Campbell, le chef d'orchestre Cab Calloway et Jackie Robinson, briseur de ligne de couleur de la Ligue majeure de baseball,.

## Enfance et formation
Hubert Thomas Delany est le huitième des dix enfants de Henry Beard Delany (1858-1928), la première personne noire élue évêque suffragant de l'Église épiscopale des États-Unis, et de  Nannette James Logan Delany (1861-1956), éducatrice. Henry Beard Delany est né esclave à Saint Marys en Géorgie, mais a pu ensuite faire des études et est devenu prêtre puis premier évêque afro-américain de l'Église épiscopale. Hubert Thomas Delanest né et a grandi sur le campus de l'Université Saint Augustine à Raleigh, en Caroline du Nord, où son père était directeur adjoint et sa mère, enseignante et administratrice. Delany sort diplômé de l'école en 1919.
Sadie et Bessie Delany ses sœurs ainées sont des pionnières des droits civiques, et exercent respectivement en tant qu'enseignante et dentiste à New York. Elles co-écrivent Avoir notre mot à dire : les 100 premières années des sœurs Delany, avec Amy Hill Hearth, et ce faisant deviennent célèbres à l'âge de 103 et 101 ans.
Tout au long de ses premières années, Delany pense qu'il suivra les traces de son père en devenant membre du clergé au sein de l'Église épiscopale. Ayant grandi sur le campus du Saint Augustine's College, historiquement noir, où ses parents enseignent, Delany est protégé du système rigide de ségrégation raciale qui dominait dans la Caroline du Nord au début du XXe siècle.
Après ses études secondaires, Delany suit ses frères et sœurs aînés à New York, où il fréquente le City College de New York. Il  fait ses études universitaires de premier cycle tout en occupant un emploi de porteur Pullman (en) du chemin de fer Red Cap à la gare Penn Station de New York.
Au cours de ses trois années d'études en droit à la New York University School of Law, Hubert Thomas Delany est également enseignant dans les  écoles élémentaires de Harlem au sein du système scolaire public de la ville de New York,.

## Carrière professionnelle

### Mariage
Après avoir obtenu son diplôme en droit de la faculté de droit de l'Université de New York en 1926, Hubert Thomas Delany épouse Clarissa Scott Delany, qui est aussi active dans le mouvement de  Renaissance de Harlem. Clarissa Scott, poète, essayiste et éducatrice, est également travailleuse sociale au sein de la National Urban League et travaille à la collecte de statistiques pour une « étude sur les enfants noirs délinquants et négligés ». Scott est décédée d'une maladie rénale en 1927, après un an de mariage.

### Deuxième mariage
Hubert Thomas Delany se remarie avec Willetta S. Mickey, lors d'une cérémonie célébrée par le maire Fiorello H. La Guardia. Originaire de Yonkers, New York, elle a fréquenté l'Université Howard. Le couple se rencontre alors qu'elle travaille comme secrétaire de Delany à la Commission fiscale. Wiletta Delany est fondatrice et présidente d'Adopt-A-Child, un programme  interracial regroupant quatorze agences publiques et privées qui se réunissent pour trouver des foyers pour les enfants noirs, hispaniques et issus de minorités qui ont besoin d'être adoptés et qui, selon ses mots, « ont été forcés de dépenser leurs années de formation dans les hôpitaux, les refuges, les institutions et les pensionnats ». Elle a joué un rôle essentiel dans l'organisation de forums et de conférences interétatiques pour discuter des inégalités et des problèmes  liés à leur adoption,.
Eleanor Roosevelt, Première Dame des États-Unis, se rend à Harlem en 1954 afin de soutenir le service d'adoption Spence-Chapin Services to Families and Children (en). Hubert et Willetta Delany donnent une réception en l'honneur d'Eleanor Roosevelt à leur domicile de la 145ème rue (en) et de Riverside Drive. Il s'agit de la première famille afro-américaine à accueillir une première dame sortante.
Willetta Delany est l'une des premières femmes afro-américaines à siéger au conseil d'administration du Spence-Chapin Adoption Service, avec Rachel Robinson (en), Mme Ralph Bunche et Marian Anderson. Pour soutenir les efforts de sensibilisation de l'agence, Eleanor Roosevelt accepte d'être la conférencière invitée d'une conférence Spence-Chapin. Ses propos à cette occasion sont cités dans le New York Times : « Quelle que soit la couleur de leur peau, tous nos enfants doivent être considérés comme le futur riche héritage du pays. ».

### Carrière juridique et politique
Après avoir obtenu son diplôme et passé le barreau, de 1927 à 1933, Delany est Assistant United States Attorney (en) pour le Southern District of New York (en), nommé par Charles H. Tuttle (en), procureur des États-Unis pour le district sud de New York (en). En 1934, il est le fonctionnaire fédéral afro-américain le mieux payé du pays et a remporté 493 des 500 procès qu'il a défendus devant le tribunal de district des États-Unis.
En 1929, Delany se présente au Congrès, représentant le « vieux » vingt et unième district de New York (en 2015 il s'agit du  13e district du Congrès de New York, comprenant les quartiers de Harlem, Inwood, Marble Hill, Spanish Harlem, Washington Heights et Morningside Heights dans la Chambre des Représentants. Il remporte la primaire républicaine mais perd les élections générales face au démocrate Joseph A. Gavagan (en). Delany gagne néanmoins le respect et l'amitié du maire Fiorello H. La Guardia. Delany a remporté 26 666 (37,9 %) des 70 000 voix exprimées.
LaGuardia nomme Delany en 1934 au poste de commissaire aux impôts municipaux. Il le nomme plus tard juge à la Cour des relations domestiques en 1942,.
Lors des émeutes de Harlem en 1935 (en), Delany et le maire LaGuardia marchent ensemble dans les rues pour tenter de calmer les choses. Après l'émeute, le maire LaGuardia nomme Delany et d'autres, dont l'historien E. Franklin Frazier, le poète Countee Cullen et le leader syndical A. Philip Randolph, à la commission du maire sur les conditions à Harlem. Leur commission d'enquête a conclu que l'émeute n'avait pas été provoquée par des agitateurs communistes, comme certains l'avaient spéculé, mais par une frustration due à des conditions de privation économique, à la discrimination raciale et à un gouvernement municipal insensible,.
En 1933, Delany rejoint le cabinet d'avocats Mintzer, Todarelli et Kleid. Il part en 1937 pour créer son propre cabinet d'avocats. Parmi ses nombreux clients figure la contralto classique Marian Anderson. En 1939, après que les Filles de la révolution américaine (DAR) aient refusé d'autoriser Anderson à se produire au Constitution Hall de Washington DC, Delany présente une résolution au conseil d'administration de la NAACP qui l'a amenée à se produire sur les marches du Lincoln Memorial. En raison de la colère qui a suivi le refus du DAR d'espace de représentation à Anderson, des milliers de membres du DAR, dont la Première dame Eleanor Roosevelt, ont démissionné de l'organisation.
Le 1er janvier 1942, Delany est nommé juge du tribunal de la famille par le maire Fiorello H. La Guardia et il sert jusqu'en 1955. Au cours de son mandat, le juge Delany s'est imposé comme un juge compatissant et humain ainsi que comme un défenseur ardent et passionné des droits civils. En 1943, il organise l'ouverture officielle d'une campagne à Harlem pour un asile pour les orphelins de couleur en réponse aux services inadéquats fournis aux enfants noirs par diverses organisations religieuses. Delany condamne les groupes religieux, l'armée américaine et les employeurs pour leur traitement envers les noirs, les juifs et les catholiques. Delany a également siégé au Conseil consultatif national de la Commission sur le droit et l'action sociale (CLSA), la branche juridique du Congrès juif américain (AJC).
Les conseils de Delany sur les questions liées aux mineurs étaient « très recherchés par de nombreuses personnes et organisations ». Ses nombreux admirateurs et collègues ont cité la compréhension, l'équité et la délicatesse avec lesquelles il  aborde ses cas. En 1946, aux côtés de la juge Jane Bolin, Delany critique la pratique de comparaison raciale entre les agents de probation et les mineurs probationnaires. Il était également un membre actif du Comité des citoyens pour les enfants de la ville de New York. Les critiques de Delaney l'ont cependant qualifié de trop « libéral ». Ses mémoires sont souvent interprétés par ses critiques comme des « vues de gauche ». Certains pensaient que c'était la « raison » pour laquelle le maire Wagner n'avait pas reconduit Delany dans ses fonctions en 1955, bien qu'il ait été soutenu par plusieurs barreaux. Le New York Times a affirmé que le maire Robert F. Wagner avait refusé de reconduire Delany parce qu'il avait des opinions communistes ; Delany pensait que la raison en était sa position vocale et publique sur les droits civiques et contre la citoyenneté de seconde classe pour les Noirs américains. La NAACP et la National Urban League ont soutenu le juge Delany et ont protesté contre la décision du maire.
En 1956, après avoir pris sa retraite du Tribunal des relations familiales, Delany a ontinue d'exercer avec les avocatsEmile Zola Berman (en) Esq, A. Harold Frost Esq. et George J. Mintzer Esq. Le cabinet a plaidé devant tous les tribunaux de l'État de New York, les tribunaux fédéraux de district et de circuit, ainsi que la Cour suprême des États-Unis.

### Traitement de deuxième classe
En 1955, lors d'un séjour à Hartford, Connecticut, pour parler de la délinquance juvénile, le juge Delany dépose une plainte pour traitement de seconde classe auprès de la Commission des droits civils de Hartford. L'hôtel Statler lui avait refusé une chambre alors qu'il avait une réservation, parce qu'il était noir. Le personnel de l'hôtel lui a alors proposé d'utiliser un lit pour bébé dans une salle de réunion.

### Consultant auprès de l'État d'Israël
Au printemps 1956, le gouvernement israélien (en) invité Delany à Tel Aviv en tant que consultant auprès du ministre de la Justice pour étudier la délinquance juvénile et aider à la réorganisation des tribunaux des relations familiales de l'État d'Israël. À la fin de 1956, il publie un article discutant de ses conseils et de ses conclusions, intitulé « Hubert Delany Reports on Israel », dans The Crisis, la publication officielle de la NAACP.

### Procès de Martin Luther King en 1960
À la fin de 1959, Martin Luther King Jr. quitte Montgomery, en Alabama, pour retourner à l'église de son père, Ebenezer Baptist, à Atlanta, en Géorgie. Juste avant son départ, les autorités de l'Alabama accusent King de non-paiement de l'impôt sur le revenu. À la tête de l'équipe juridique de King, Delany a remporté un verdict historique de « non-culpabilité » de la part d'un jury composé uniquement de blancs dans un Alabama ségrégué.

Après le procès, King écrit que le verdict est un « tournant » dans sa vie et a fait l'éloge de Delany et de son autre avocat principal, William Robert Ming (en):
"Ils ont apporté à la salle d'audience de la sagesse, du courage et un art très développé de plaidoyer; mais plus important encore, ils ont apporté la détermination indomptable des avocats à gagner. Après un procès de trois jours, par la seule force de leur arsenal juridique, ils ont vaincu les tabous les plus vicieux du Sud s'enveniment dans une atmosphère virulente et enflammée et ils ont persuadé un jury entièrement blanc d'accepter la parole d'un nègre plutôt que celle des hommes blancs.
Dans son autobiographie, le Dr King a décrit le procès de la façon suivante :
"Cette affaire a été jugée devant un jury du Sud entièrement blanc. Tous les témoins de l'État étaient blancs. Le juge et le procureur étaient blancs. La salle d'audience était séparée. Les passions étaient enflammées. Les sentiments étaient vifs. La presse et les autres médias de communication étaient hostiles. " La défaite semblait certaine et nous, dans la lutte pour la liberté, nous nous préparions à l'inévitable. Il y avait deux hommes parmi nous qui persévéraient avec la conviction qu'il était possible, dans ce contexte, de rassembler les faits et le droit et ainsi d'obtenir réparation. Ces hommes étaient nos avocats-avocats nègres du Nord : William Ming de Chicago et Hubert Delany de New York.
Hubert Thomas Delany obtient un diplôme du City College de New York en 1923. Il obtient un diplôme en droit de la faculté de droit de l'Université de New York en 1926. Il est membre de la fraternité Sigma Pi Phi Fraternity (en), la première Organisation de lettres grecques (en) fondée par des hommes afro-américains. Delany mène une carrière de juge au tribunal des relations domestiques de la ville de New York ainsi qu'avocat et conseiller auprès de militants des droits civiques, comme Martin Luther King Jr., le membre du Congrès américain Adam Clayton Powell Jr. et le poète Langston Hughes. Il conseille des clients des secteurs du divertissement et du sport, comme la chanteuse d'opéra Marian Anderson, le chanteur et acteur Paul Robeson, le dessinateur E. Simms Campbell, le chef d'orchestre Cab Calloway et Jackie Robinson, qui a réussi à passer outre à la  Baseball color line (en) , de la Ligue majeure de baseball,.

Le Dr King a également noté :
"Je dois avouer franchement qu'à cette occasion, j'ai appris que la vérité et la conviction, entre les mains d'un avocat habile, pourraient amener ce qui a commencé comme un jury fanatique et préjugé, à choisir la voie de la justice. Je ne peux m'empêcher de souhaiter dans mon cœur que le même genre de compétence et de dévouement que Bill Ming et Hubert Delany m'ont accordé pourrait être mis à la disposition de milliers de défenseurs des droits civiques, de milliers de Noirs ordinaires, qui sont chaque jour confrontés à des tribunaux préjugés,.
L'épouse de King, Coretta Scott King, a évoqué le procès dans son autobiographie : « Un jury du Sud composé de douze hommes blancs avait acquitté Martin. C'était un triomphe de la justice, un miracle qui a restauré votre foi dans le bien humain.

### Habitation à loyer modéré
En mai 1963, le gouverneur de New York, Nelson Rockefeller, nomme Delany président d'une puissante commission d'État temporaire sur le logement à faible revenu. La commission détenait toute l'autorité d'une enquête publique législative complète avec la possibilité de convoquer des témoins et de citer des dossiers. La commission a proposé d'utiliser les fonds publics pour aider les familles à faible revenu à vivre dans des projets de logements à revenus moyens et des appartements privés, afin de promouvoir l'intégration. En proposant de subventionner les familles à faible revenu, en les plaçant dans des logements à revenus moyens construits avec l'aide de l'État, la commission Delany est finalement allée bien au-delà du plan Rockefeller initial. Cette première commission est devenue le précurseur de la création de la New York State Urban Development Corporation (UDC) en 1968. L'UDC a été conçue et dotée de pouvoirs et de ressources étendus pour « améliorer l'environnement physique des familles à revenus faibles et modérés ». Sous le gouverneur Rockefeller et en 1973, l'UDC (connue aujourd'hui sous le nom d' Empire State Development Corporation) avait réussi à créer plus de 88 000 unités de logement pour les familles à revenus limités et les personnes âgées.

### Powell c.McCormack, 395 US 486 (1969)
Delany était sur le dossier de la décision de la Cour suprême des États-Unis déterminant le siège du député Adam Clayton Powell au 90e Congrès . Arthur Kinoy et Herbert O. Reid ont défendu la cause des pétitionnaires et avec eux sur le mémoire se trouvaient Robert L. Carter, Hubert T. Delany, William Kunstler, Frank D. Reeves et Henry R. Williams.
En novembre 1966, le pétitionnaire Adam Clayton Powell, un membre du Congrès afro-américain de New York, avait été dûment élu pour siéger à la Chambre des représentants pour le 90e Congrès. Cependant, son siège lui a été refusé lorsqu'une majorité de la Chambre a voté pour son exclusion[réf. nécessaire].</link> avec l'adoption de la résolution no 278 de la Chambre. L'action de la Chambre faisait suite à des accusations selon lesquelles Powell avait détourné des fonds publics et abusé de la procédure des tribunaux de New York. Powell et un groupe de ses électeurs ont intenté une action devant le tribunal de district contre le président de la Chambre John McCormack et d'autres responsables de la Chambre, alléguant que la résolution visant à l'exclure violait son droit constitutionnel de servir tant qu'il respectait l'âge, la citoyenneté et l'âge spécifiés. conditions de résidence. La poursuite affirmait que la Chambre ne pouvait l'exclure que si elle estimait qu'il ne satisfaisait pas aux exigences d'âge, de citoyenneté et de résidence contenues dans l'art. I, 2, de la Constitution - des exigences que la Chambre a spécifiquement constaté que Powell satisfaisait - et l'avait donc exclu de manière inconstitutionnelle. Le tribunal de district a rejeté la plainte du pétitionnaire « pour défaut de compétence en la matière ». Un comité de la Cour d'appel a confirmé le rejet, bien que sur des points quelque peu différents. 29 US App. DC 354, 395 F.2d 577, confirmé en partie, infirmé en partie et renvoyé au tribunal de district pour l'inscription d'un jugement déclaratoire et pour la poursuite de la procédure.
Powell, qui a ensuite été réélu à son siège lors d'une élection spéciale, a demandé un remboursement de son salaire ainsi qu'une indemnisation pour d'autres dommages[réf. nécessaire].

## Décès
Le 28 décembre 1990, Delany décède à l'âge de 89 ans à Manhattan où il a vécu la majeure partie de sa vie. Il laisse dans le deuil une épouse, Willetta Delany, une fille, le Dr Madelon Delany Stent; professeur d'éducation au City College de New York et un fils, le Dr Harry Mickey Delany ; Président du département de chirurgie du Jacobi Medical Center et du North Central Bronx Hospital, ainsi que six petits-enfants et deux arrière-petits-enfants.

## Honneurs et héritage
- 1945 : L'Université Lincoln (Pennsylvanie) décerne à Delany un doctorat honorifique en légum ( LL.D.)[29]
- 1956 : L'Université de Tel Aviv ( hébreu : אוּנִיבֶרְסִיטַת תֵּל-אָבִיב Universitat Tel Aviv) en Israël décerne à Delany une bourse honoraire. Il était l'un des deux seuls Américains à recevoir cet honneur, l'autre étant l'évêque épiscopal James Albert Pike[20].

De nombreux articles, photographies et autres documents de Delany peuvent être trouvés au Centre Schomburg pour la recherche sur la culture noire de la Bibliothèque publique de New York à Harlem, New York.

## Origines familiales
Le plus souvent, les descendants d’ esclaves africains sont confrontés à de nombreux défis lorsqu’ils tentent de retrouver leurs ancêtres avant la guerre civile américaine. L'ascendance de la famille afro-américaine du juge Delany remonte avec précision au milieu du XVIIIe siècle avec des liens avec St. Marys, Géorgie, Fernandina Beach, Floride et la région de Danville, Virginie. Ce récit historique d'une famille afro-américaine est documenté par les deux sœurs aînées de Delany, Sadie et Bessie Delany, dans le best-seller autobiographique Avoir notre mot à dire : les 100 premières années des sœurs Delany.

### Enfants de Henry Beard Delany
Hubert T. Delany était le huitième des dix enfants du révérend Henry Beard Delany (1858-1928), le premier Noir élu évêque suffragant de l'Église épiscopale des États-Unis. Ses frères et sœurs étaient :
- Sadie (1889-1999) et Bessie (1891-1995) Delany, toutes deux ont vécu pour devenir les auteurs centenaires du best-seller autobiographique Avoir notre mot à dire : les 100 premières années des sœurs Delany[31],[32] qui documente un récit non fictionnel historiquement précis. des épreuves et tribulations auxquelles les sœurs Delany et leur famille ont été confrontées au cours de leur siècle de vie. Le livre propose des images positives et des détails sur la vie afro-américaine dans les années 1890. Avoir notre mot à dire illustre pourquoi les lois Jim Crow sur la ségrégation raciale ont incité les sœurs Delany et leurs frères et sœurs à quitter le sud ségrégué pour Harlem New York, où de nombreux membres de la famille étaient actifs dans le mouvement naissant de la Renaissance et des droits civiques de Harlem.
- Lemuel Thackara Delany (1887-1956) était diplômé du St. Augustine's College en 1907. Il a exercé comme médecin à l'hôpital St. Agnes et a établi un cabinet médical à Raleigh, en Caroline du Nord[33]
- Julia Emery Delany (1893-1974) Musicienne douée. A fréquenté la Juilliard School of Music de New York et est devenu un chanteur et professeur de musique accompli[33].
- Henry Beard Delany Jr. (1895-1991) Le premier Delany à déménager à New York. Diplômé de l'Université de New York et devenu un dentiste bien connu. Avait un cabinet privé à Harlem avec sa sœur Bessie[33].
- Lucius Logan Delany Sr. (1897-1969) Diplômé du City College de New York et de l'Université de New York. Il est devenu avocat en exercice[33].
- William Manross Delany (1899-1955) Diplômé du Saint Augustine's College et de l'Université Shaw. Il a servi pendant la Première et la Seconde Guerre mondiale, mais a été victime de discrimination au sein des forces armées[33].
- Laura Edith Delany (1903-1993) Diplômée du Hunter College de New York et devenue enseignante[33].
- Samuel Ray Delany (1906-1960) Diplômé du St. Augustine's College. Il est devenu croque-mort et a fondé la maison funéraire Levy & Delany à Harlem, New York[33].

L'auteur, professeur et critique littéraire américain Samuel R. Delany est le neveu d'Hubert T. Delany. Il est l'auteur de nombreux livres de science-fiction, dont Dhalgren, Babel-17 et Return to Nevèrÿon, ainsi que de l'étude non fictionnelle à succès Times Square Red, Times Square Blue . Ses romans de science-fiction Babel-17 et The Einstein Intersection ont été lauréats du Nebula Award en 1966 et 1967 respectivement.

### Connexion à l'Université St. Augustine
Fondée en 1867 sous le nom de Saint Augustine's Normal School, l'institution a d'abord changé son nom en Saint Augustine's School en 1893, puis en Saint Augustine's Junior College en 1919 lorsqu'elle a commencé à proposer des cours de niveau collégial. À partir du milieu des années 1880, les enfants du révérend et de Mme Henry Beard Delany sont tous nés, élevés et éduqués sur ce campus. Les Delany ont vu St. Augustine devenir la première école d'infirmières de l'État de Caroline du Nord pour les Afro-Américains. Aujourd'hui encore, la famille Delany est décrite comme « la première famille de Saint-Augustin ».
La famille Delany a commencé sa longue relation avec le collège désormais historiquement noir en 1881 lorsque Henry Beard Delany, un ancien esclave de Floride, est arrivé pour étudier la théologie. L'université décrit plus en détail la famille : « En tant qu'enfants d'éducateurs, les plus jeunes membres de la famille ont compris l'importance de l'éducation pour l'avenir. Beaucoup sont devenus enseignants déterminés à travailler avec des étudiants noirs tandis que d'autres ont obtenu des diplômes supérieurs après avoir quitté St. Augustine's. Lemuel Delany, comme ses parents, est resté à l'école et a servi la communauté noire en tant que chirurgienne à l'hôpital St. Agnes. Bessie Delany est devenue dentiste et l'une des deux seules femmes noires exerçant à New York à l'époque. Trois des frères et sœurs, dont Sarah Delany, la première personne noire de New York à enseigner les sciences domestiques au lycée, ont été des éducateurs permanents. Les carrières des autres enfants Delany comprenaient un juge, un avocat et deux entrepreneurs de pompes funèbres. "